# الحياة البرية في ساحل العاج

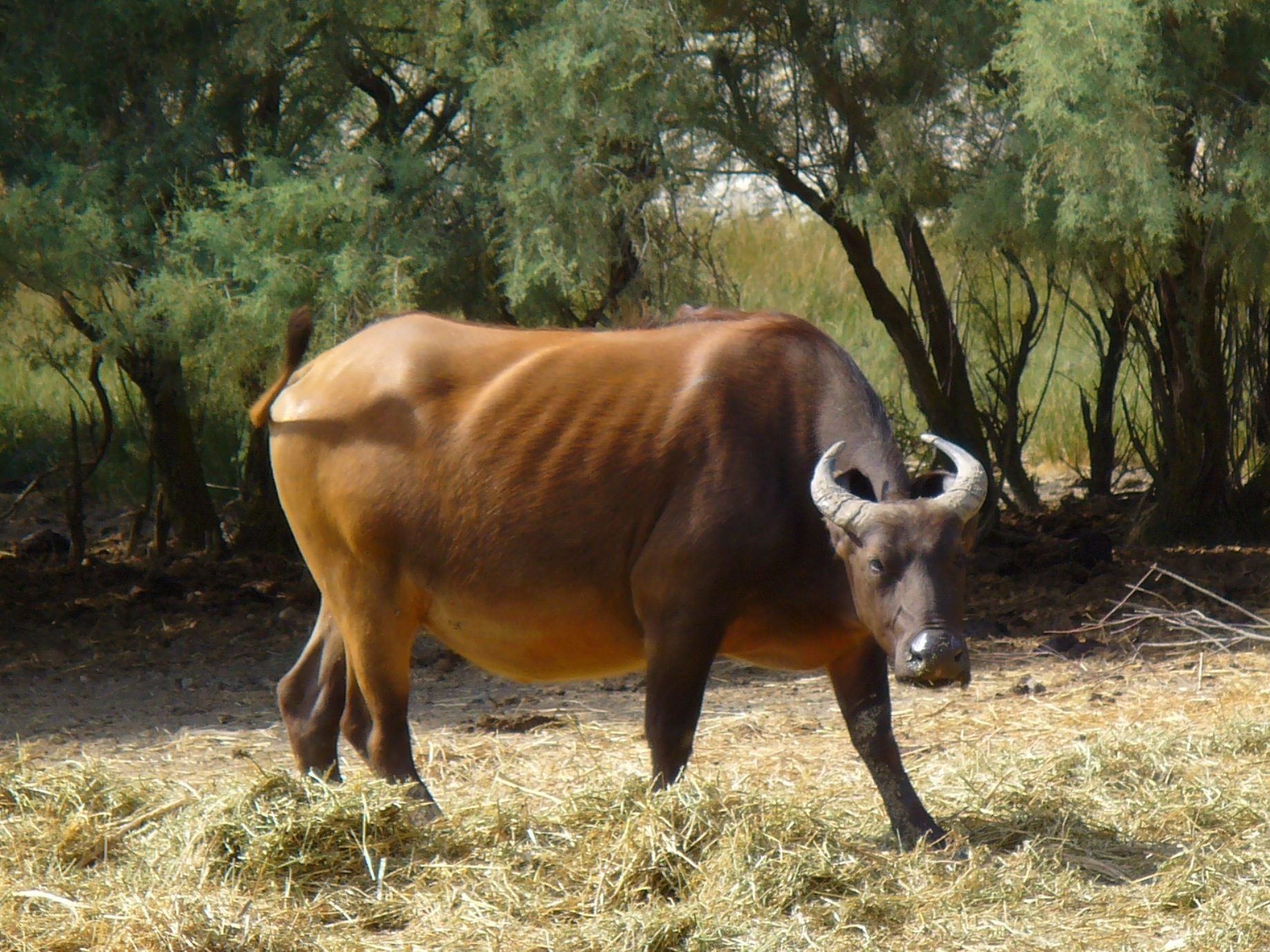
جاموس أفريقي

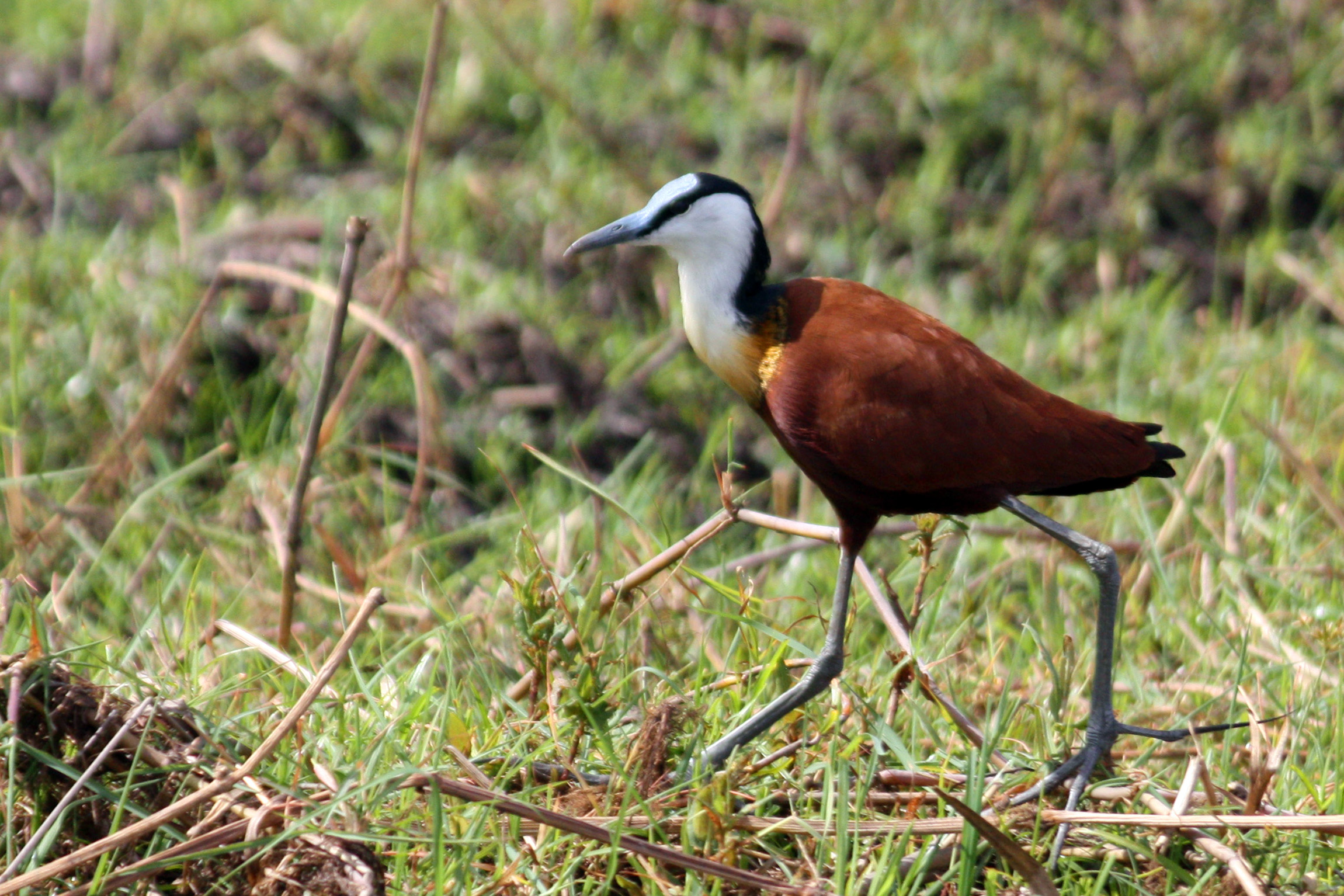
يقنة أفريقية

تتكون الحياة البرية في ساحل العاج من النباتات والحيوانات في هذه الدولة الواقعة في غرب إفريقيا. تمتلك البلاد ساحلًا أطلنطيًا طويلًا على خليج غينيا والعديد من أنواع الموائل. كانت في الماضي تغطيتها الغابات الاستوائية المطيرة ولكن تم إزالة الكثير من هذه الموائل، والتضاريس المتبقية هي غابات المعرض والسافانا مع مجموعات متناثرة من الأشجار، مما أدى إلى انخفاض في التنوع البيولوجي. اعتبارًا من عام 2016م، تم تسجيل 252 نوعًا من الثدييات في ساحل العاج، و666 نوعًا من الطيور، و153 نوعًا من الزواحف، و80 نوعًا من البرمائيات، و671 نوعًا من الأسماك و3660 نوعًا من النباتات الوعائية .

## جغرافية

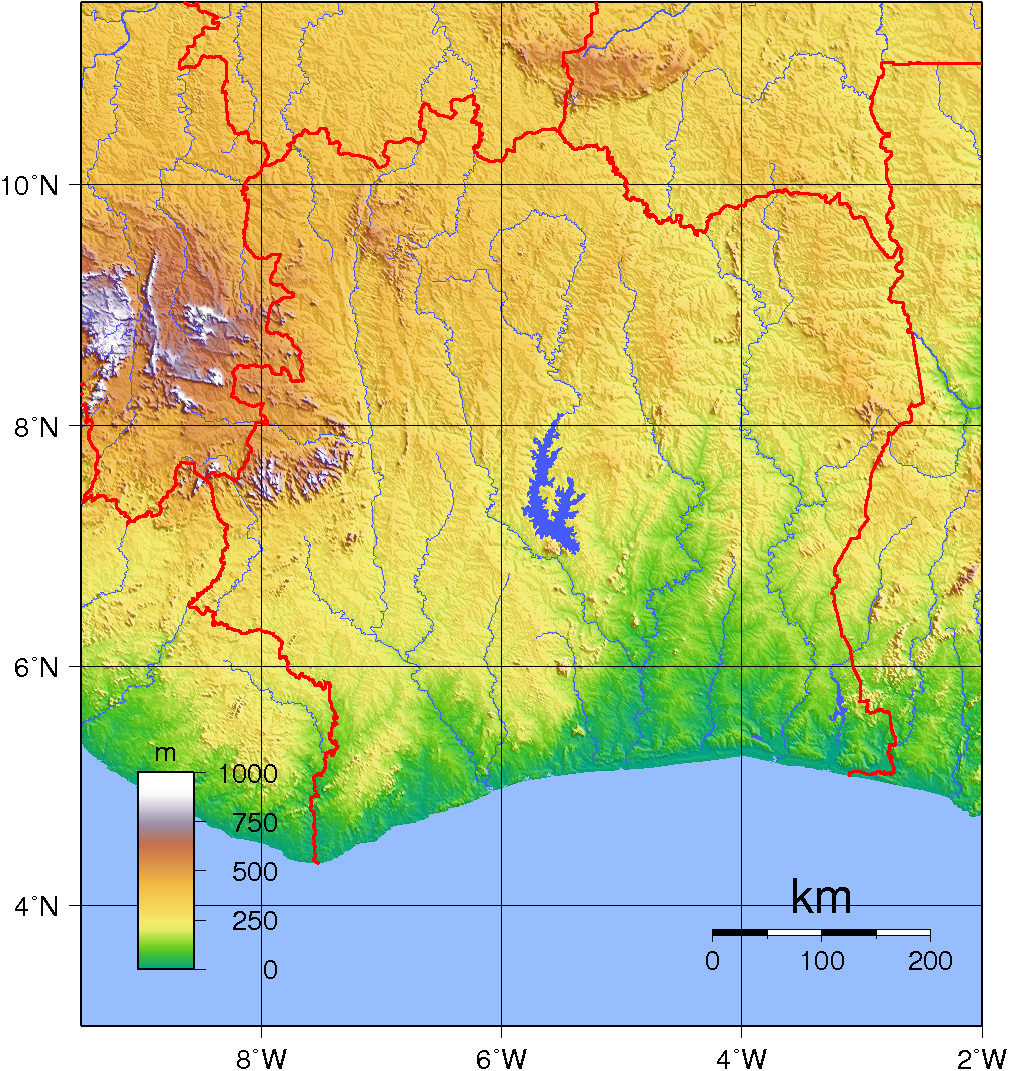
تضاريس ساحل العاج ، قبل إنشاء بحيرة بويو

ساحل العاج هي دولة تقع في غرب أفريقيا جنوب الصحراء الكبرى شمال خط الاستواء، تحدها ليبيريا وغينيا من الغرب ومالي وبوركينا فاسو من الشمال وغانا من الشرق. إلى الجنوب يقع خليج غينيا حيث تطل علي ساحل يمتد قرب 515 كيلومتر (320 ميل) وتوجد شبكة من البحيرات الشاطئة. ترتفع الأرض من الجنوب إلى الشمال، حيث تكون التضاريس في الأغلب منبسطة في الجنوب مع وجود سهل متموج في الشمال، وجبال في الغرب والشمال الغربي. أعلى نقطة هي جبل ريتشارد مولارد الواقع على الحدود مع غينيا، حيث وصل ارتفاعه إلى 1,752 متر (5,748 قدم). تتدفق الأنهار الرئيسية من الشمال إلى الجنوب. أنشأ سد على نهر بانداما، أطول ممر مائي في البلاد، بحيرة كوسو الاصطناعية، بينما أنشأ سد آخر على نهر ساساندرا بحيرة بويو الأصغر حجمًا.
تصنف الغابات الموجودة على الجبال في غرب البلاد بالقرب من الحدود مع غينيا وليبيريا على أنها غابات غينية جبلية. يمتد حزام فسيفساء غابات السافانا الغينية وسط البلاد من الشرق إلى الغرب، وهي منطقة انتقالية بين الغابات الساحلية والسافانا الداخلية. فسيفساء غابات السافانا تتداخل مع موائل الغابات والسافانا والأراضي العشبية. المنطقة الشمالية لساحل العاج هي جزء من منطقة السافانا السودانية الغربية التي تندرج تحت حيوم الأراضي العشبية الاستوائية وشبه الاستوائية والسافانا والشجيرات. وهي منطقة تربة لاتيريتية أو رملية يتناقص فيها الغطاء النباتي من الجنوب إلى الشمال. متوسط درجات الحرارة يتراوح بين 25 و 30 °م (77 و 86 °ف). موسم الأمطار الرئيسي في شمال هو بين مايو وسبتمبر، مع جفاف الجزء المتبقي من العام البلاد، حيث تهب رياح هرمتان. في الجنوب، تهطل أمطار أكثر ( 2,000 مليمتر (80 بوصة) سنويًا وأي ضعف ما يسقط في الشمال) وتسقط بعض الأمطار في معظم الأشهر.

## الحياة النباتية

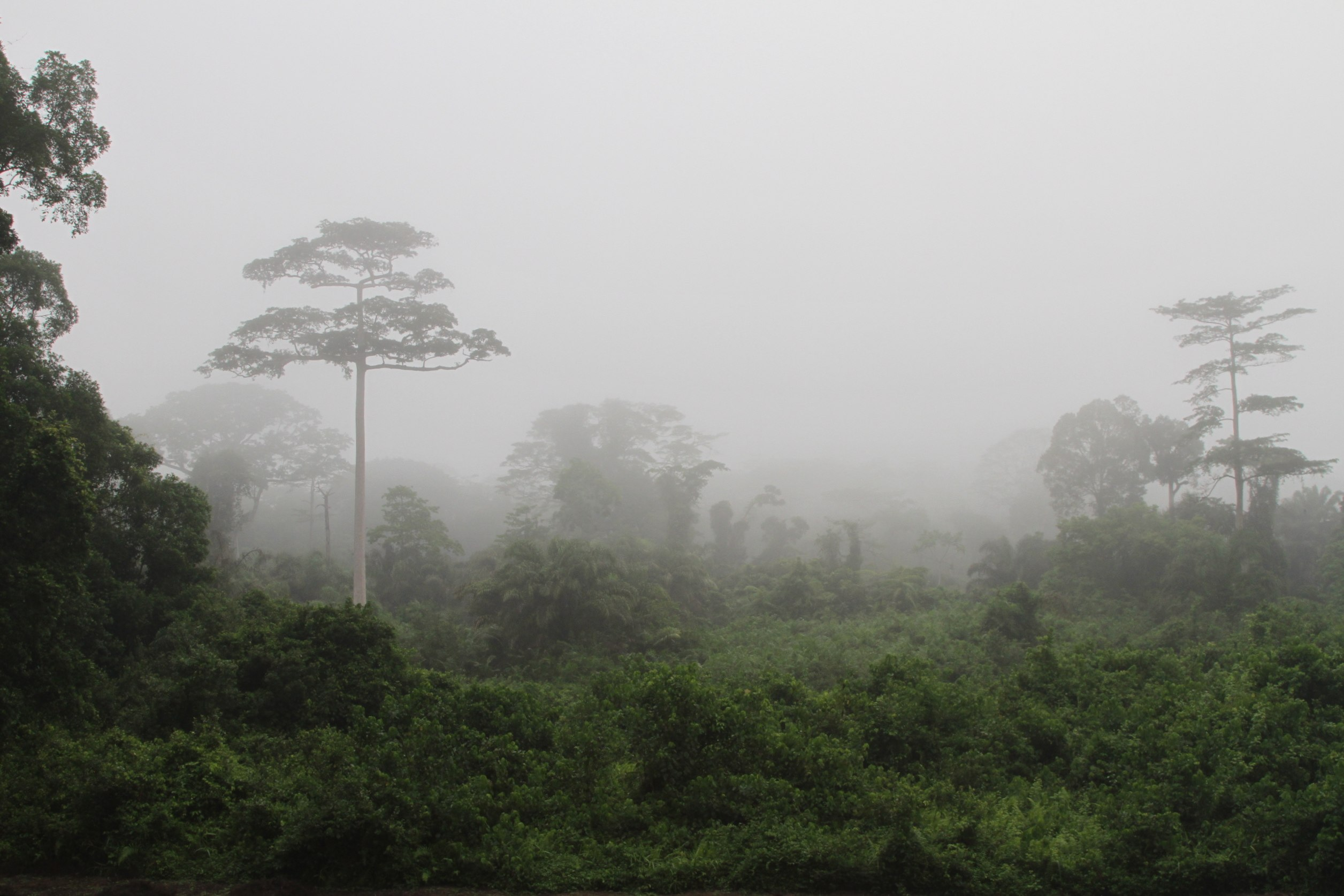
غابة مطيرة بها أشجار ناشئة في منتزه تاي الوطني

اعتبارًا من عام 2016م، تم تسجيل 3660 نوعًا من النباتات الوعائية في ساحل العاج. تهيمن أشجار المانغروف(الأيكة الساحلية) والنباتات العشبية على بحيرة إبري بما في ذلك النباتات المائية المتجذرة والعائمة. في داخل البلاد توجد مستنقعات واسعة بها نباتات عشبية أكبر وأشجار صغيرة.
في جنوب غرب البلاد، تحمي منتزه تاي الوطنيمنتزه تاي الوطني أكبر مساحة من الغابات المتبقية في حزام الغابات المطيرة في غينيا العليا في غرب إفريقيا. الغطاء النباتي في الغالب هو عبارة عن غابة كثيفة دائمة الخضرة معمرة مع أشجار ناشئة طويل القامة تصل إلى 60 متر (200 قدم)، مع جذوع ضخمة وجذور دعامة كبيرة أو الركيزة. تضم هذه الغابة الاستوائية الناضجة حوالي 1300 نوع من النباتات العليا وتم تصنيفها كموقع للتراث العالمي وجذء من برنامج الإنسان والمحيط الحيوي. منطقة أخرى تم حمايتها هي منتزه كوموي الوطنية، بالقرب من الحدود مع بوركينا فاسو. تحتوي على مجموعة متنوعة من الموائل، بما في ذلك غابات المعرض والغابات والسافانا المفتوحة والأراضي الرطبة.

## المجموعة الحيوانية
اعتبارًا من عام 2016م، تم تسجيل حوالي 252 نوعًا من الثدييات في ساحل العاج، و 666 نوعًا من الطيور، و 153 نوعًا من الزواحف، و 80 نوعًا من البرمائيات، و 671 نوعًا من الأسماك. توجد في الأجزاء الضحلة من بحيرة إبري مجموعة من اللافقاريات بما في ذلك الديدان الحلقية عديدة الأشواك، والديدان الخرطومية، وقليلات الأشواك، ومتماثلات الأرجل، ومزدوجات الأرجل، والقريدس. تم تسجيل أكثر من مائة نوع من الأسماك هنا، وتعد البحيرة الشاطئة والمستنقعات المحيطة بها موطنًا لفرس النهر القزم، وتمساح النيل، وتمساح غرب إفريقيا ذو الأنف النحيف، والتمساح القزم ، وخرف البحر الأفريقي.
أدى النمو السكاني والحروب الأهلية، جنبًا إلى جنب مع إزالة الغابات، وزيادة مساحة المزارع، والصيد من أجل لحوم الطرائد وعوامل أخرى إلى انخفاض التنوع بين الحيوانات في ساحل العاج،  لدرجة أن العديد منها يقتصر الآن على المناطق المحمية. من بين 135 نوعًا من الثدييات المسجلة في منتزه كوموي الوطني، هناك 11 نوعًا من الرئيسيات بما في ذلك قرد النيل أزرق، والسعدان الأخضر، وغينون منقط الأنف الأصغر، وغينون مونا، وكولبس الأبيض والأسود، وكولبس الزيتون، والمنجبي المطوق الأبيض وشمبانزي الغرب. تمت ملاحظة 17 نوعًا من الحيوانات آكلات اللحوم هناك، ولكن يبدو أن الفهود والكلاب البرية الأفريقية والأسود لم تعد موجودة. هناك أيضًا 21 نوعًا من مزدوجات الأصابع الموجودة بما في ذلك فرس النهر ، وخنزير الآجام، والبونغو، والخنازير التؤلولية، والجاموس الأفريقي ، والكوب ، الديكر أحمر الجانب، bushbuck، وظبي الماء، والظبي الأسمر والأوريبي. تشمل الثدييات المسجلة في منتزه تاي الوطني فرس النهر القزم و 11 نوعًا من القرود،  بالإضافة إلى فيل الغابات الأفريقي والجواميس وآكل النمل الحرشفي وbushbuck والنمور والشمبانزي والحمار الوحشي. تشمل الزواحف التماسيح والسحالي والحرباء ، وكذلك الثعابين مثل horned vipers والمامبا والبايثون.
من بين 670 نوعًا من الطيور التي تم تسجيلها في البلاد، هناك 10 أنواع من الطيور البحرية و 119 نوعًا من الطيور المائية، والطيور المتبقية هي الطيور البرية. لا توجد أنواع مستوطنة في البلاد، ولكن يزورها 197 نوعًا من الطيور المهاجرة. تشمل بعض الطيور البارزة 6 أنواع من النسور، والطيور الجارحة، والبومة، و 8 أنواع من اللقلق، واليقنة الأفريقية، وأبو منجل، ومالك الحزين(البلشون)، وزقزاقاوات، والببغاوات، و 11 نوعًا من أبوقرن ، والحمام ، والعديد من العصافير(الجواثم) الصغيرة.